# Jozef Vallo
Jozef Vallo, též Jozef Valo (7. března 1898 Farkašín – 16. února 1978 Bratislava), byl československý politik a meziválečný i poválečný poslanec Národního shromáždění a dalších zákonodárných sborů za Komunistickou stranu Československa.

## Biografie
Profesí byl kovodělníkem. Podle údajů z roku 1935 bydlel v Trnavě. Už ve 30. letech 20. století patřil mezi přední komunistické funkcionáře na Slovensku.
V parlamentních volbách v roce 1929 se stal poslancem Národního shromáždění za komunisty. Mandát obhájil v parlamentních volbách v roce 1935. O poslanecké křeslo přišel koncem roku 1938 v souvislosti s rozpuštěním KSČ.
Za druhé světové války působil v rámci komunistické exilové skupiny v Londýně a byl členem Státní rady Československé. Do Státní rady Československé usedl roku 1941. Byl členem redakční rady časopisu Nové Československo. V srpnu 1944 odjel coby člen vládní exilové delegace do Moskvy a během Slovenského národní povstání se přesunul do Banské Bystrice. V říjnu 1944 přešel na území Podkarpatské Rusi. Roku 1945 se stal členem Slovenské národní rady.
Po osvobození byl v letech 1945–1946 poslancem Prozatímního Národního shromáždění a v letech 1946–1948 Ústavodárného Národního shromáždění. V letech 1948–1968 zasedal v Národním shromáždění (po roce 1960 Národní shromáždění Československé socialistické republiky) a v letech 1969–1971 ještě sloužil jako poslanec ve Sněmovně lidu Federálního shromáždění. V období od 9. července 1960 do 23. června 1964 a od 18. dubna 1968 do 29. ledna 1969 zastával funkci místopředsedy Národního shromáždění. K roku 1954 se profesně uvádí jako předseda Slovenského úřadu důchodového zabezpečení. Tuto funkci zastával v letech 1948–1960.
Zastával také vysoké stranické funkce. IX. sjezd KSČ ho zvolil za člena Ústředního výboru Komunistické strany Československa. Ve funkci ho potvrdil X. sjezd KSČ. XI. sjezd KSČ, XII. sjezd KSČ a XIII. sjezd KSČ ho zvolil kandidátem ÚV KSČ. Opětovně byl na post člena ÚV KSČ převeden k 31. srpnu 1968. V letech 1950-1968 byl rovněž členem Ústředního výboru Komunistické strany Slovenska. V roce 1955 a 1958 získal Řád republiky, roku 1968 Řád Klementa Gottwalda a roku 1971 Řád práce.